# Polidimite
La polidimite (simbolo IMA: Pld) è un minerale piuttosto raro del supergruppo dello spinello e in particolare dei tiospinelli, nella cui famiglia oc-cupa un posto nel sottogruppo della linnaeite; appartiene alla classe minerale dei "solfuri e solfosali" con composizione chimica Ni2+Ni3+2S4 e quindi, da un punto di vista chimico, è un tetrasolfuro di trinichel.
Con la linnaeite (Co2+Co3+2S4), la polidimite forma una serie continua di cristalli misti.

## Etimologia e storia
Esaminando un campione minerale di siderite e quarzo senza informazioni sulla posizione, esposto nella collezione di minerali della RWTH di Aquisgrana, Hugo Laspeyres notò alcuni geminati ottaedrici polisintetici molto ben sviluppati e grandi fino a cinque millimetri, ovvero un nuovo minerale grigio chiaro sotto gli aghi di millerite. L'analisi qualitativa ha rivelato che si trattava di un composto precedentemente sconosciuto costituito principalmente da nichel e zolfo con quantità insignificanti di ferro.
All'Università di Gießen, Laspeyres trovò altri due esemplari con gli stessi cristalli che, secondo l'etichetta, provenivano "dai Siegenschen" e da "Grünau nella contea di Sayn-Altenkirchen". Per Laspeyres, non c'era dubbio che anche il primo campione provenisse da uno di questi siti. Nella sua prima descrizione del 1876, Laspeyres chiamò il minerale appena scoperto usando le parole dal greco antico πολύ ('polý', molto) e δυμος ('didymos', gemello) in riferimento alla sua frequente presenza sotto forma di geminati.
Sulla base delle ricerche di Laspeyre, la miniera di ferro di Grüne Au (chiusa dal 1912) contenente siderite e minerali di rame, cobalto e nichel vicino a Schutzbach nel distretto di Altenkirchen (in Renania-Palatinato, Germania 50.75359°N 7.89838°E) è considerata una località tipo.

## Classificazione
Nella Sistematica dei lapis (Lapis Systematik) di Stefan Weiß la polidimite è elencata nella classe dei "solfuri e solfosali" e nella sottoclasse dei "solfuri con [il rapporto di massa] metallo:S,Se,Te < 1:1", dove il minerale forma il "gruppo della linnaeite" insieme a bornhardtite, carrollite, cuprokalininite, daubréelite, fletcherite, florensovite, greigite, cadmoindite, kalininite, linnaeite, indite, siegenite, trüstedtite, tyrrellite e violarite con il numero di sistema II/D.01.
La nona edizione della classificazione dei minerali di Strunz, aggiornata dall'IMA fino al 2009, elenca la polidimite nella classe "2. Solfuri e solfosali (solfuri, seleniuri, tellururi; arseniuri, antimoniuri, bismuturi; solfoarseniuri, solfoantimonuri, solfobismuturi, ecc.)" e nella sottoclasse "2.D Solfuri metallici, M:S = 3:4 e 2:3"; questa viene ulteriormente suddivisa in base al rapporto tra metallo (M) e zolfo (S) in modo che la polidimite possa essere trovata nella sezione "2.DA M:S = 3:4" dove insieme a cadmoindite, cuproiridsite, cuprokalininite, cuprorhodsite, ferrorhodsite, fletcherite, florensovite, greigite, kalininite, malanite, trüstedtite, bornhardtite, carrollite, daubréelite, linnaeite, indite, siegenite, tyrrellite, violarite e xingzhongite forma il sistema nº 2.DA.05.
Tale classificazione è mantenuta anche nell'edizione successiva, proseguita dal database "mindat.org" e chiamata Classificazione Strunz-mindat dove ai minerali già citati si aggiungono berndlehmannite, joegoldsteinite, nickeltyrrellite e shiranuiite.
Anche la classificazione dei minerali secondo Dana, utilizzata principalmente nei paesi di lingua inglese, classifica la polidimite nella classe dei "solfuri e solfosali" e lì nella sottoclasse dei "minerali solfuri"; la si trova nel "gruppo della linnaeite (isometrico: Fd3m)" con il numero di sistema 02.10.01 nella sottosezione dei "solfuri – compresi seleniuri e tellururi – con la composizione AmBnXp, con (m+n):p = 3:4".

## Chimica
Nella sua forma pura, la polidimite (Ni2+Ni3+2S4) è composta per il 57,85% da nichel (Ni) e per il 42,15% da zolfo (S).
Tuttavia, Hugo Laspeyres aveva già scoperto, nelle sue prime analisi per determinare la composizione chimica, che il minerale è spesso caratterizzato dalla sua matrice di siderite (Fe[CO3]) e quarzo (SiO2) così come da miscele estranee di vari solfuri come bismutinite (Bi2S3), boulangerite (Pb5Sb4S11), gersdorffite (NiAsS), millerite (NiS) e ullmannite (NiSbS); presente anche la galena (PbS) e la calcopirite (CuFeS2). Morenosite (Ni(SO4) • 7(H2O)) e zolfo possono anche essere aggiunti come prodotti di decomposizione della polidimite.

## Abito cristallino
La polidimite cristallizza nel sistema cubico con il gruppo spaziale Fd3m (gruppo nº 227) con la costante di reticolo a = 9,405 Å e 8 unità di formula per cella unitaria.

## Proprietà
La polidimite ha la proprietà di crepitare fortemente quando viene riscaldata, cioè di frantumarsi sotto un suono scoppiettante. I test col cannello a soffiatura possono quindi essere eseguiti solo in un pallone. Quando riscaldato a una temperatura più elevata, si formano sublimati gialli di zolfo e sublimati bruno-giallastri di solfuro di arsenico. Il residuo rimasto nel pallone può essere facilmente fuso in una sfera magnetica nero-verde sul carbone.
La polidimite è insolubile in acido cloridrico (HCl). Nell'acido nitrico, invece, si dissolve con la separazione dello zolfo per formare una soluzione verde limpida dopo il raffreddamento e la diluizione con acqua.

## Origine e giacitura
La polidimite si forma principalmente in vene di origine idrotermale. A seconda del luogo in cui è stata trovata, bismutinite, calcopirite, galena, millerite, pirrotite, pirite, gersdorffite, ullmannite, sfalerite, quarzo e siderite si trovano come minerali di accompagnamento.
Essendo una formazione minerale piuttosto rara, la polidimite può essere abbondante in vari luoghi, ma nel complesso non è molto comune. Oltre alla sua località tipo, la cava "Grüne Au" vicino a Schutzbach, il minerale è stato trovato sempre in Renania-Palatinato nella vicina fossa di "Pius" e nella fossa di "Wingertshardt" vicino a Katzwinkel, Käusersteimel, Fischbacher Werk e Lammerichskaule nel Circondario di Altenkirchen.
Altri siti in Germania sono la cava di "Clara" vicino a Oberwolfach (distretto governativo di Friburgo, Baden-Württemberg) e la cava "Klappertshardt" vicino a Bad Münstereifel, le miniere di "Aurora" e "Dörnberg" della Ramsbecker Gewerkschaft, la miniera "Neue Hoffnung" vicino a Wilnsdorf, la cava "Wilder Mann" vicino a Müsen, la cava dell'Unione Eiserner e la cava del Brüderbund nel distretto governativo di Arnsberg nella Renania Settentrionale-Vestfalia.
In Italia la polidimite è stata rinvenuta a Lanzada (Lombardia); Villette (Piemonte); Gonnosfanadiga (Sardegna); Buscemi (Sicilia).
In Austria, la polidimite è stata trovata solo in una cava di serpentinite vicino a Dietmannsdorf an der Wild e nelle rocce contenenti corindone e plagioclasio di serpentino vicino a Wolfsbach (comune di Drosendorf-Zissersdorf) in Bassa Austria, nonché sul Brennkogel negli Alti Tauri e in diversi luoghi dello Schwarzleograben nel comune di Leogang nel Salisburghese.
Altre località includono Australia, Canada, Cina, Finlandia, Grecia, Giappone, Namibia, Romania, Russia, Zimbabwe, Slovacchia, Spagna, Sud Africa, Repubblica Ceca e Stati Uniti.

## Forma in cui si presenta in natura
La polidimite di solito sviluppa cristalli ottaedrici e geminati di dimensioni fino a un centimetro, ma si trova anche sotto forma di aggregati minerali granulari o massicci. Il minerale è sempre opaco e mostra una lucentezza metallica sulla superficie dei cristalli dal grigio chiaro al grigio acciaio. Nei campioni di minerali freschi, la lucentezza metallica è di elevata brillantezza. Poiché la polidimite può diventare rosso-rame nell'aria nel tempo, anche la lucentezza si indebolisce. Il colore dello striscio della polidimite va dal grigio nerastro al nero.